# Brunettia lungjingensis
Brunettia lungjingensis är en tvåvingeart som beskrevs av Huang och Chen 2001. Brunettia lungjingensis ingår i släktet Brunettia och familjen fjärilsmyggor.
Artens utbredningsområde är Taiwan. Inga underarter finns listade i Catalogue of Life.